# 바트하 박물관

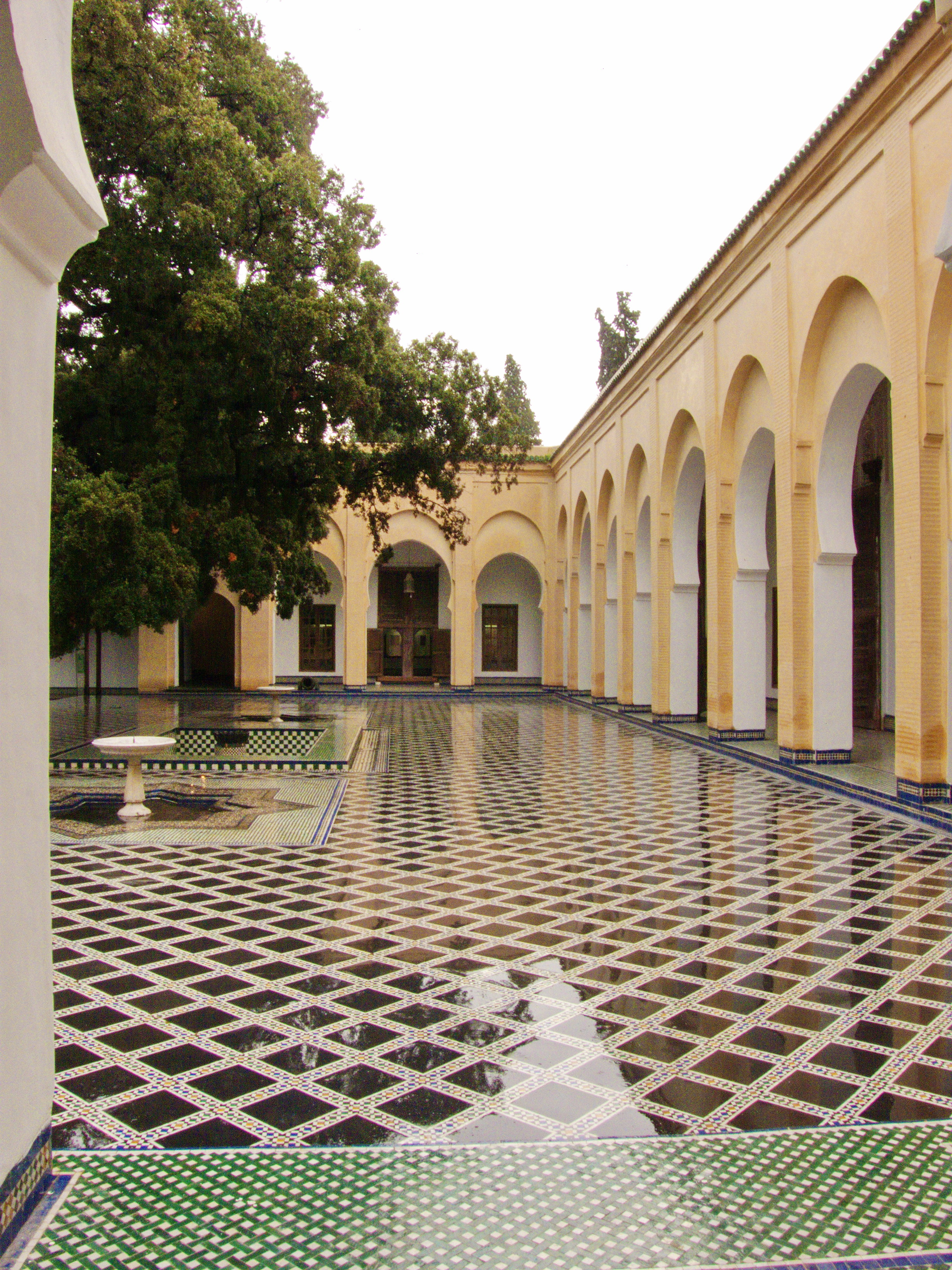

바트하 박물관 또는 바트하 궁전은 모로코 페스에 위치한 궁전이다. 전통공예박물관으로 19세기말에 왕궁으로 세워진 곳이다. 무어풍의 정원이 있고, 안에는 페스의 도기, 베르베르족의 카펫과 민속의상, 무기, 전통악기 등이 전시되어 있다. 특히 문, 모자이크, 나무조각 등 건축의 각 부분을 전시한 코너는 모로코의 건축양식을 알게 해준다.